# Saltpond
Saltpond ist ein Fischerstädtchen am Golf von Guinea im Mfantsiman Distrikt der Central Region von Ghana. Der Ort hat etwa 21.000 Einwohner und liegt 20 Kilometer östlich von Cape Coast. Wie viele Orte an der Küste Ghanas hat auch Saltpond einen Akannamen: Akyemfo. In Saltpond gibt es ein Hotel und ein Distrikt-Hospital.

## Bevölkerung
Die Bewohner von Saltpond gehören mehrheitlich dem Akanvolk der Fanti an. Deren Tradition besagt, dass sie ursprünglich aus Techiman im Landesinneren Ghanas hierher gewandert sind. In Saltpond wird daher am jeweils letzten Samstag im August Odambea, das „Auswandererfest“, zu Ehren dieses Ereignisses gefeiert. Dabei wird als Straßentheater das Leben vor der Auswanderung nachgespielt.

## Wirtschaft
Da in der Umgebung Vorkommen von Kaolin abgebaut werden, werden in Saltpond auch Ton- und Keramikwaren hergestellt. Die hier angesiedelte große Saltpond Ceramics Factory, die in ihrer Blütezeit in den 1970er Jahren bis zu 200 Personen beschäftigte, hat derzeit allerdings mit wirtschaftlichen Problemen zu kämpfen. Nahe Saltpond existieren zudem Vorkommen von 581.000 Tonnen des Leichtmetalls Beryllium, und 12 Kilometer vor seiner Küste wird seit 1978 Erdöl gefördert.
Die United Gold Coast Convention, die ursprüngliche Partei von Kwame Nkrumah, des ersten Präsidenten des späteren Ghana, wurde am 4. August 1947 hier gegründet.

## Persönlichkeiten
- Marian Ewurama Addy (1942–2014), Biochemikerin und Hochschullehrerin
- Ama Ata Aidoo (1942–2023), Schriftstellerin und Politikerin
- Francis Allotey (1932–2017), mathematischer Physiker
- Dennis Adu (* 1987), ukrainischer Jazzmusiker
- JNK Taylor, Richter am Supreme Court

## Nachweise
1. ↑  World Gazetteer (Memento des Originals vom 30. September 2007 im Internet Archive)  Info: Der Archivlink wurde automatisch eingesetzt und noch nicht geprüft. Bitte prüfe Original- und Archivlink gemäß Anleitung und entferne dann diesen Hinweis.